# Hemeroplanes ornatus
Hemeroplanes ornatus là một loài bướm sư tử bản địa của México qua tới phía bắc Nam Mỹ.
Con cái tiết chất pheromone để thu hút con đực. Con sâu bướm màu xanh lá cây, có màu như màu lá cây ngụy trang với cây chủ Fischeria panamensis.

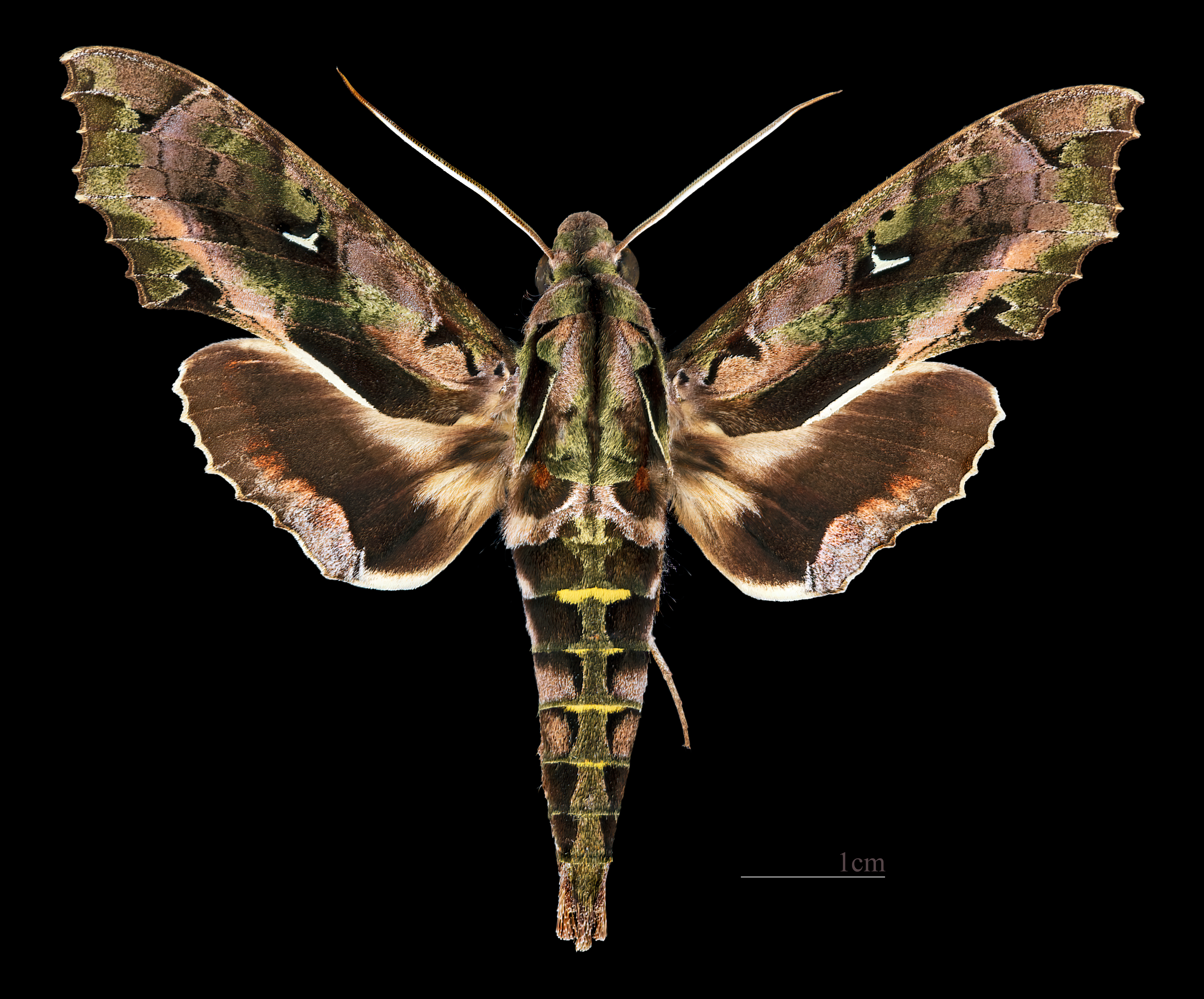
Hemeroplanes ornatus ♂
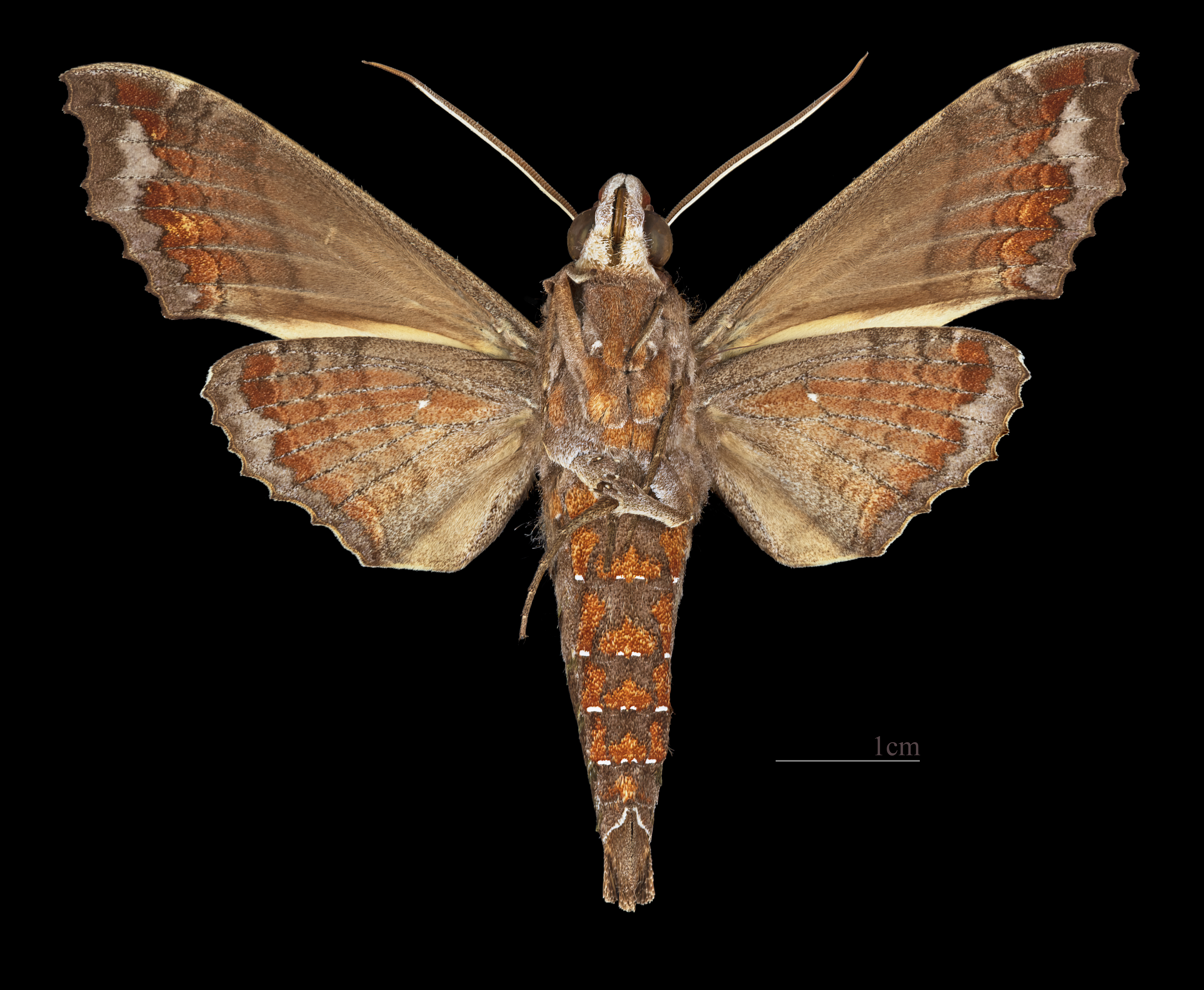
Hemeroplanes ornatus ♂  △
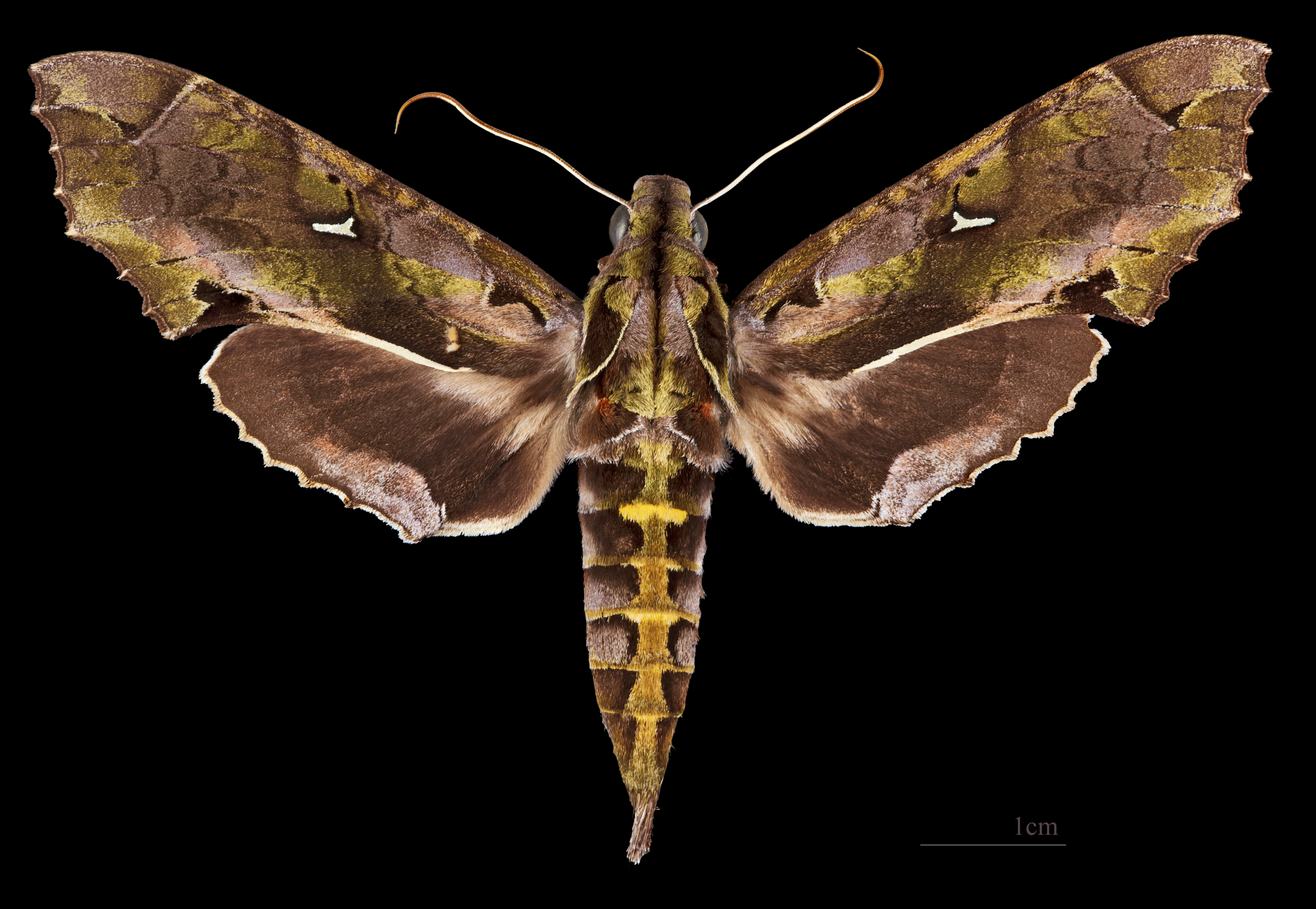
Hemeroplanes ornatus ♀
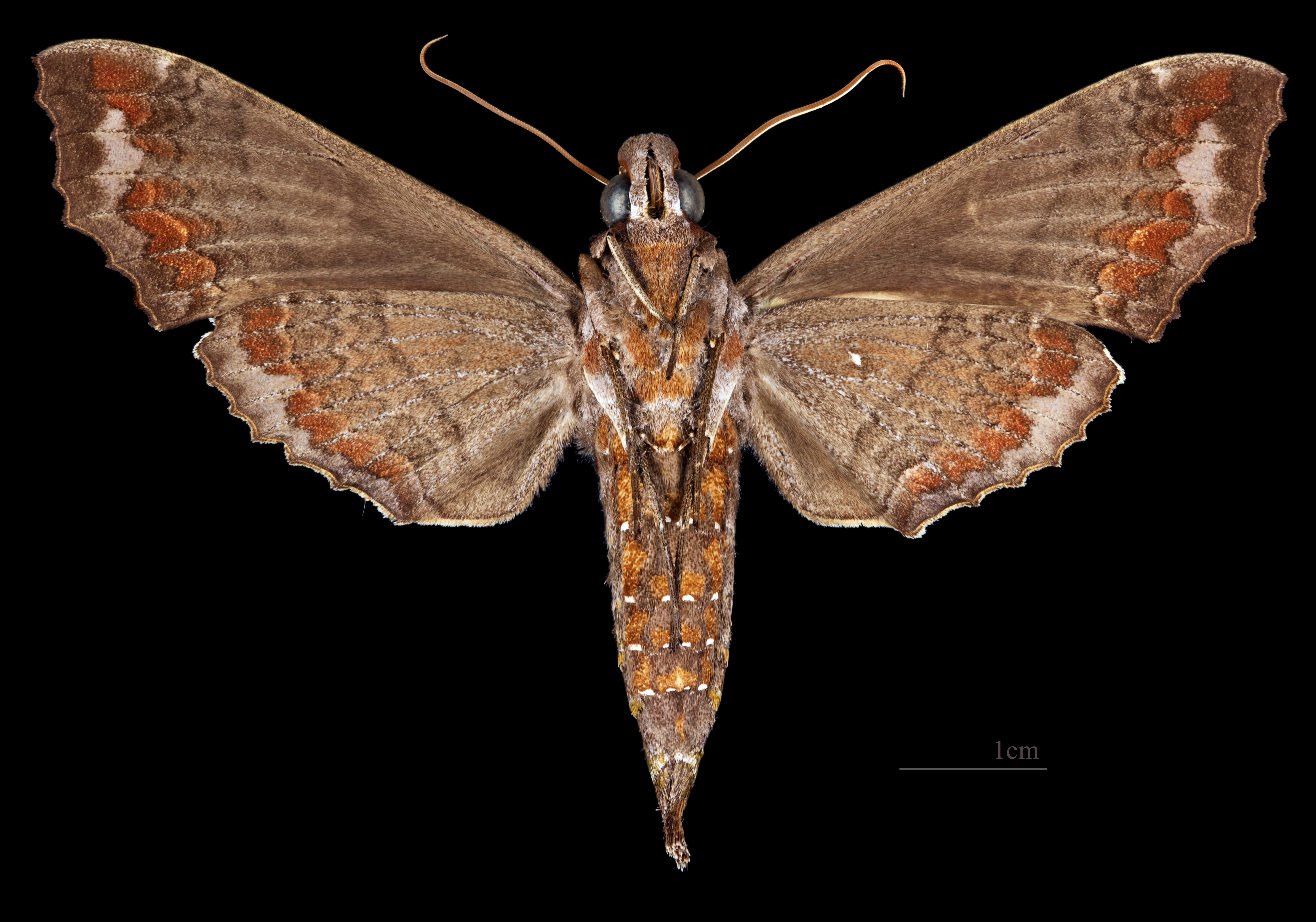
Hemeroplanes ornatus ♀  △

## Hình ảnh

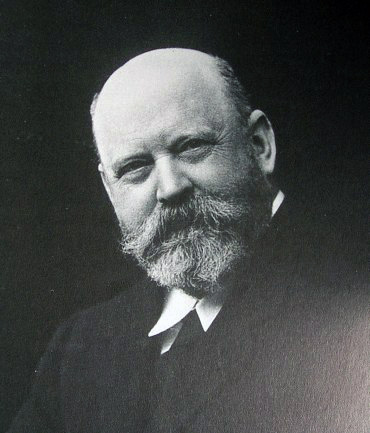